# كاميرون راسل
كاميرون راسل (بالإنجليزية: Cameron Russell)‏ (ولد 14 يونيو 1987) عارضة أزياء أمريكية.

## روابط خارجية
- قالب:Style.com model
- كاميرون راسل على موقع IMDb (الإنجليزية)
- كاميرون راسل على موقع دليل عارضات الأزياء (الإنجليزية)
- كاميرون راسل في موديلز.كوم
- قالب:NYmag model
- Cameron Russell interview on Pony Ryder
- Looks aren't everything. Believe me, I'm a model. TEDxMidAtlantic October 2012